# Queremón (trágico)
Queremón (Χαιρήμων) fue un dramaturgo de la Antigua Grecia que vivió en el siglo IV a. C. del que se conocen muy pocos datos. De sus obras solo se conservan los nombres de algunos títulos y escasos fragmentos.
Es citado por Aristóteles en su Poética donde lo nombra como autor de una obra titulada Centauro y critica la mezcla de versos que hacía el autor y en su Retórica, donde cita un fragmento y alaba la exactitud de Queremón asimilándolo a los logógrafos, así como por Ateneo en el libro XIII de Deipnosofistas, donde se citan algunos fragmentos suyos. Hay otro fragmento suyo en el Papiro de Hibeh, 224, un papiro del siglo III a. C. que contiene una serie de sentencias.
La Suda lo define como poeta cómico y nombra los títulos de nueve de sus obras. 
En la Antología palatina se conservan tres epigramas atribuidos a un autor de su mismo nombre, pero es dudoso que se trate de la misma persona.